# Freddy Van Gaever
Freddy Van Gaever, né le 19 juin 1938 à Berchem (Anvers) et mort le 15 décembre 2017, est un homme politique belge flamand, membre du Vlaams Belang.

## Biographie
Freddy Van Gaever est licencié en sciences commerciales et maritimes (UA) et titulaire d'un master en tourisme (Hasselt). 
Il est conseiller en transports et administrateur délégué de sociétés. Il fit carrière dans les secteurs touristique, de transport et aérien, où il fut à la base de Delta Air Transport (ultérieurement Brussels Airlines), European Air Transport (maintenant DHL Express Belgium), VLM Airlines en VG Airlines (plus tard Delsey Airlines). En tant qu'entrepreneur flamand, il fut à la base du think tank Pro Flandria. 

## Fonctions politiques
- 2004-2007 : membre du Parlement flamand
- 2007-     : conseiller communal à Wommelgem
- 2007-2010 : sénateur coopté